# Spandrel
Spandrel, redkeje spandril ali splaundrel je prostor med dvema lokoma ali med lokom in pravokotnim zaključkom.
Obstaja štiri ali pet sprejetih in sorodnih pomenov za spandrel v arhitekturni in umetnostni zgodovini, predvsem v zvezi s prostorom med ukrivljeno obliko in pravokotno mejo - kot prostor med krivuljo loka in premočrtno mejo pravokotnika ali stene, ki omejujejo sosednje oboke v arkadah in prostor nad njimi ali prostor med osrednjim medaljonom pri preprogi in njenimi pravokotnimi vogali ali prostor med krožno ploskvijo ure in koti kvadrata pokrova. Sem štejemo tudi prostor pod stopnicami, če se stopnišče ne nadaljuje in je običajno prostor za shranjevanje.
V zgradbi z več kot enim nadstropjem se izraz spandrel uporablja tudi za označevanje prostora med vrhom okna v enem nadstropju in polico okna v zgornjem nadstropju. Prostor se tipično uporablja za dekoracijo. Kadar je prostor med okni napolnjen z neprosojnim ali prosojnim steklom ga imenujemo spandrel steklo. V betonskih ali jeklenih konstrukcijah, se zunanji nosilec razteza od stebra do stebra in običajno nosi obremenitev zunanje stene in je znan kot spandrel nosilec. 
Spandreli čez vrata v slogu pozne angleške gotike so običajno bogato okrašene. Na Magdalen College v Oxfordu so celo preluknjani. Spandreli vrat so v obdobju visoke angleške gotike včasih okrašene, vendar redko del sestave samih vrat.

## Kupole
Spandrel se lahko pojavi tudi pri gradnji kupole in so tipične za velike arhitekture od srednjega veka dalje. Kjer kupola počiva na kvadratni ali pravokotni osnovi, je kupola postavljena nad nivo podpornih stebrov, s tridimenzionalnimi spandrelami, imenovanimi pendantiv, ki prenaša težo kupole in jo usmerja na stebre.